# Lasioglossum cerambyx
Lasioglossum cerambyx là một loài Hymenoptera trong họ Halictidae. Loài này được Ebmer mô tả khoa học năm 1980.